# Acanthodelta pentasema
Acanthodelta pentasema är en fjärilsart som beskrevs av Louis Beethoven Prout 1919. Acanthodelta pentasema ingår i släktet Acanthodelta och familjen nattflyn. Inga underarter finns listade i Catalogue of Life.